# Kalmár László (labdarúgó)
Kalmár László (1940. április 13. – 2009) magyar labdarúgó, csatár.

## Pályafutása
1954-ben lett a Csepel igazolt játékosa. 1957–1972 között a Csepel NB I-es  labdarúgója volt. 1957. március 24-én mutatkozott be az élvonalban az Újpesti Dózsa ellen, ahol csapata 1–0-s győzelmet aratott. 1960-tól lett az első csapat stabil tagja. Az élvonalban 265 bajnoki mérkőzésen 92 gólt szerzett. Klubjának kilenc alkalommal volt a házi gólkirálya az élvonalban. Pályafutása végén a Budafoki MTE-ben szerepelt.

## Sikerei, díjai
- Magyar bajnokság
  - 5.: 1957-tavasz, 1968